# Damasippus zymbraeus
Damasippus zymbraeus är en insektsart som först beskrevs av John Obadiah Westwood 1859.  Damasippus zymbraeus ingår i släktet Damasippus och familjen Prisopodidae. Inga underarter finns listade i Catalogue of Life.